# Gino Angelini
Gino Angelini Fabbri (Ferrara, ¿1915-16?-Santiago, 1994) fue un empresario italiano avecindado en Chile, uno de los forjadores de una de las mayores fortunas del país andino durante el Siglo XX.
Nació del matrimonio conformado por Giuseppe Angelini y Adalgisa Fabbri.
Llegó a Chile a mediados de 1950, siguiendo los pasos de su hermano Anacleto, quien buscaba una mejor calidad de vida a través del desarrollo de diversos negocios. A su llegada colaboró con él en el inicio de las actividades empresariales pesqueras en la norteña ciudad de Arica, y posteriormente en Iquique y en las oficinas de Santiago.
Dejó de existir, tras padecer una larga enfermedad, a la edad de 78 años en la Clínica Alemana de Santiago.
Estaba casado con Silvana Rossi y tenía dos hijos, Patricia y Roberto.